# سوزان دیویس
سوزان دیویس (به انگلیسی: Susan Davis) نمایندهٔ حوزه انتخابیه کالیفرنیا از حزب دموکرات ایالات متحده آمریکا در مجلس نمایندگان ایالات متحده آمریکا است که برای نخستین‌بار در ۸ ژانویه ۲۰۰۱ میلادی به‌عضویت این مجلس درآمد.